# 良擬序
数学分支序理论中，良擬序或良預序（英語：well-quasi-ordering，簡寫作或）是特殊的擬序，其元素的任意无穷序列{\displaystyle x_{0},x_{1},x_{2},\ldots }中，必有先後兩項遞增，即存在{\displaystyle i<j}使{\displaystyle x_{i}\leq x_{j}}。

## 動機
良基歸納法可用於任何良基關係上，用以證明某集的全部元素皆具某性質。所以，或許會考慮某擬序是否良基。不過，良基擬序的類，對某些運算不封閉，即由某良基擬序出發，經若干運算，構造而成的新擬序，不一定良基。欲使新擬序仍為良基，原擬序需追加若干限制。
以冪集運算為例。給定集合{\displaystyle X}上的擬序{\displaystyle \leq }，可以定義冪集{\displaystyle {\mathcal {P}}(X)}上的擬序{\displaystyle \leq ^{+}}，使{\displaystyle A\leq ^{+}B}當且僅當對{\displaystyle A}的每個元素，皆可在{\displaystyle B}中找到元素大於等於該元素。可以證明{\displaystyle \leq ^{+}}不必良基，但若原擬序為良擬序，則冪集的擬序確實良基。:116

## 定義
集合{\displaystyle X}上的良擬序（well-quasi-ordering）是一種预序关系（即滿足自反性{\displaystyle x\leq x}、传递性{\displaystyle x\leq y\wedge y\leq z\implies x\leq z}的的二元關係{\displaystyle \leq }），使得{\displaystyle X}中任意无穷序列{\displaystyle x_{0},x_{1},x_{2},\ldots }，皆有先後兩項{\displaystyle x_{i}\leq x_{j}}（{\displaystyle i<j}）遞增。若有此種良擬序，則{\displaystyle X}本身稱為良擬序集（well-quasi-ordered set），簡寫為。:210–211
良偏序（well-partial-ordering）既是良擬序又是偏序，即除前述條件外，尚具反對稱性{\displaystyle x\leq y\wedge y\leq x\implies x=y}。
良擬序有其他等價定義，如將條件改為既不含無窮嚴格遞減序列{\displaystyle x_{0}>x_{1}>x_{2}>\cdots }，又不含任意兩項不可比的無窮序列。換言之，擬序{\displaystyle (X,\leq )}為良擬序當且僅當{\displaystyle (X,<)}良基，且不含無窮反链。（與§ 無窮遞增子序列的拉姆齊論證相似。）:211

## 性質
- 給定擬序{\displaystyle (X,\leq )}，在冪集上有另一擬序{\displaystyle ({\mathcal {P}}(X),\leq ^{+})}，其中{\displaystyle A\leq ^{+}B\iff \forall a\in A,\exists b\in B,a\leq b}。此關係為良基當且僅當{\displaystyle (X,\leq )}本身是。[3]:116
- 給定良擬序{\displaystyle (X,\leq )}，若有一列子集{\displaystyle S_{0}\subseteq S_{1}\subseteq \cdots \subseteq X}，其中每個子集皆向上封閉[註 4]，則該序列終必恆定，即自某個{\displaystyle n\in \mathbb {N} }起，以後各項{\displaystyle S_{n}=S_{n+1}=\cdots }。假若不然，則對每個{\displaystyle i\in \mathbb {N} }，存在{\displaystyle \exists j>i}使{\displaystyle S_{j}\setminus S_{i}}非空，從中選一個元素，如此可得某個無窮序列，其無遞增的兩項。
- 給定良擬序{\displaystyle (X,\leq )}，{\displaystyle X}的任何子集{\displaystyle S}關於{\displaystyle \leq }僅得有限多個極小元，否則該些極小元組成無窮反鏈。

### 無窮遞增子序列
若{\displaystyle (X,\leq )}為，則任意無窮序列{\displaystyle x_{0},x_{1},x_{2},\ldots }，皆有無窮上升子序列{\displaystyle x_{n_{0}}\leq x_{n_{1}}\leq x_{n_{2}}\leq \cdots }（各下標{\displaystyle n_{0}<n_{1}<n_{2}<\cdots }）。此種子序列或稱為「完美」（perfect）。:245可用拉姆齊證法：給定序列{\displaystyle (x_{i})_{i}}，考慮全部{\displaystyle i}中，何者使{\displaystyle x_{i}}右邊沒有任何{\displaystyle j>i}滿足{\displaystyle x_{j}\geq x_{i}}。記此種{\displaystyle i}的集合為{\displaystyle I}。若{\displaystyle I}無窮，則以{\displaystyle I}為下標集的子序列將不具遞增的兩項，與{\displaystyle X}為的假設抵觸。所以，{\displaystyle I}為有限集。衹要{\displaystyle n}大於{\displaystyle I}中所有元素，則{\displaystyle n}不屬{\displaystyle I}，故有某個{\displaystyle m>n}使{\displaystyle x_{m}\geq x_{n}}，如此可逐項延伸，得到無窮遞增子序列。
「任意序列皆有無窮上升子列」與的條件等價，亦可作為另一種定義。:245

## 例

圖一：整數的平常順序

圖二：自然數按整除序的哈斯圖

圖三：格網逐分量排序的哈斯圖

- {\displaystyle (\mathbb {N} ,\leq )}，自然數集配備平常的大小序，是良偏序，乃至良序。不過，若允許負數，換成整數集的大小序{\displaystyle (\mathbb {Z} ,\leq )}，則並非良擬序，因為此大小關係並非良基：負數組成無遞增兩項的序列。（圖一）
- {\displaystyle (\mathbb {N} ,|)}，自然數集按整除序，不是良擬序：質數兩兩不可比較，組成無窮反鏈。（圖二）
- {\displaystyle (\mathbb {N} ^{k},\leq )}，自然數{\displaystyle k}元組的集合逐分量排序（英语：product order）[註 6]，是良偏序。此為迪克遜引理（英语：Dickson's lemma）[5]（圖三）。更一般地，若{\displaystyle (X,\leq )}為良擬序，則對任意正整數{\displaystyle k}，積序（英语：product order）{\displaystyle (X^{k},\leq ^{k})}亦是良擬序。
- 設{\displaystyle X}為有限集，且至少有兩個元素。克莱尼星号{\displaystyle X^{*}}是字母取自{\displaystyle X}的全體有限字串之集。按字典序，{\displaystyle X^{*}}不是良擬序，因為有無窮遞降序列{\displaystyle b,ab,aab,aaab,\ldots }。同樣，{\displaystyle X^{*}}關於前綴關係亦非良擬序，因為前述序列在該偏序下是無窮反鏈。然而，{\displaystyle X^{*}}倘按子序列關係排序，則是良偏序。[6]（在{\displaystyle X}衹有一個元素的退化情況，此三種偏序完全一樣。）
- 推而廣之，以{\displaystyle (X,\leq )}為字母集的有限串集{\displaystyle (X^{*},\leq )}，按「嵌入」排序，如此組成良擬序當且僅當{\displaystyle (X,\leq )}本身是良擬序，此結論稱為希格曼引理（英语：Higman's lemma）[7]。其中所謂字串{\displaystyle u}可以嵌入到{\displaystyle v}，意思是{\displaystyle v}中有與{\displaystyle u}等長的子序列，逐項大於等於{\displaystyle u}。若取子母集為無序集{\displaystyle (X,=)}，則字串{\displaystyle u\leq v}當且僅當{\displaystyle u}是{\displaystyle v}的子序列，退化成前款情況。
- 相反，良擬序{\displaystyle (X,\leq )}上的無窮序列集，記為{\displaystyle (X^{\omega },\leq )}，按嵌入序，一般不為良擬序。換言之，希格曼引理不適用於無窮序列。數學家引入優擬序（英语：Better-quasi-ordering），以期望推廣希格曼引理。
- 以 {\displaystyle (X,\leq )}之元素標記頂點的有限樹全體，按嵌入排序，也是，即克魯斯克爾樹定理（英语：Kruskal's tree theorem）[1]。此處的樹有選定根節點，而嵌入的要求有三：某節點的子節點要映到該節點之像的後嗣；同節點的不同子節點，要映到該節點之像的不同子分支上；每個節點處的標記，小於等於其像的標記。
- 無窮樹之間的嵌入關係[註 7]是，由克里斯平·納許-威廉斯（英语：Crispin St. J. A. Nash-Williams）所證。[8][9]
- 可數全序類之間的嵌入關係是良擬序，同樣散佈（英语：scattered order）[註 8]全序類之間亦然。（萊弗定理（英语：Laver's theorem）[10]）
- 可數布尔代数的嵌入序是良擬序，由萊弗定理證得。[11]:98
- 有限圖按图子式序組成良擬序集。（羅伯遜-西摩定理（英语：Robertson–Seymour theorem））
- 對每個正整數{\displaystyle t}，樹深（英语：tree-depth）至多為{\displaystyle t}的圖，按导出子图序，組成良擬序集。亦可同上考慮以良擬序{\displaystyle (X,\leq )}標記其頂點，並要求該導出子圖的嵌入映射，使每個頂點的像的標記皆大於等於原標記，仍得良擬序。[12]此外，補可約圖（英语：cograph）按導出子圖序，構成良擬序。[13]

## 與良偏序的關聯
字面上，良擬序較良偏序廣義，但基於以下觀察，兩者實際分別不大：:250一方面，必為。另一方面，若有某，則其各等價類組成。舉例整數集{\displaystyle \mathbb {Z} }的整除序是擬序{\displaystyle (\mathbb {Z} ,|)}（但不是良擬序），其等價類形如{\displaystyle \{\pm m\}}，所以等價類組成的偏序同構於{\displaystyle (\mathbb {N} ,|)}。
據米爾納，「考慮擬序，並不比偏序更為概括……僅是因為較方便。」又例如，在全序類的嵌入擬序中，開區間{\displaystyle (0,1)}與閉區間{\displaystyle [0,1]}不同構，但可互相嵌入，所以在對應偏序中屬同一等價類，托馬斯·福斯特稱該等價類「似乎不是很有啓發性」，而且，全體偏序集按包含關係組成的偏序類，雖然鏈完備，但並不完備，若改為考慮全體擬序集則不會有此問題。:112

## 註
1. ↑  擬序為預序的別名。
2. 1 2  {\displaystyle x<y}謂{\displaystyle x\leq y}且{\displaystyle y\nleq x}。
3. ↑  此處有濫用術語，稱擬序{\displaystyle (X,\leq )}良基實際是說嚴格序{\displaystyle (X,<)}[註 2]為良基。
4. ↑  子集{\displaystyle S\subseteq X}向上封閉，意思是{\displaystyle \forall x,y\in X,x\leq y\wedge x\in S\Rightarrow y\in S}。
5. ↑  拉姆齊定理斷言，無窮個頂點的圖中，每邊染紅藍兩色之一，則必有同色無窮階完全圖。此處若{\displaystyle i<j}且{\displaystyle x_{j}\geq x_{i}}則邊{\displaystyle ij}染紅，否則染藍。條件即無紅色無窮階完全圖，故必有藍色無窮階完全圖，即遞增子序列。
6. ↑  {\displaystyle {\boldsymbol {x}}\leq {\boldsymbol {y}}}是逐個分量有{\displaystyle x_{i}\leq y_{i}}。
7. ↑  即拓撲圖子式關係。
8. ↑  沒有多於一個元素的稠密子序。
9. ↑  兩元素{\displaystyle x,y}等價定義為{\displaystyle x\leq y\land y\leq x}。